# Comuna Brâncoveni, Olt
Brâncoveni este o comună în județul Olt, Oltenia, România, formată din satele Brâncoveni (reședința), Mărgheni, Ociogi și Văleni.

## Demografie
Componența etnică a comunei Brâncoveni
     Români (94,47%)
     Alte etnii (5,53%)
Componența confesională a comunei Brâncoveni
     Ortodocși (94,13%)
     Alte religii (0,17%)
     Necunoscută (5,7%)
Conform recensământului efectuat în 2021, populația comunei Brâncoveni se ridică la 2.368 de locuitori, în scădere față de recensământul anterior din 2011, când fuseseră înregistrați 2.730 de locuitori. Majoritatea locuitorilor sunt români (94,47%). Din punct de vedere confesional, majoritatea locuitorilor sunt ortodocși (94,13%), iar pentru 5,7% nu se cunoaște apartenența confesională.

## Politică și administrație
Comuna Brâncoveni este administrată de un primar și un consiliu local compus din 11 consilieri. Primarul, Ion Cheroiu[*], de la Partidul Social Democrat, este în funcție din 2012. Începând cu alegerile locale din 2024, consiliul local are următoarea componență pe partide politice:
|  | Partid                    | Consilieri | Componența Consiliului | Componența Consiliului | Componența Consiliului | Componența Consiliului | Componența Consiliului | Componența Consiliului | Componența Consiliului |
|  | ------------------------- | ---------- | ---------------------- | ---------------------- | ---------------------- | ---------------------- | ---------------------- | ---------------------- | ---------------------- |
|  | Partidul Social Democrat  | 7          |                        |                        |                        |                        |                        |                        |                        |
|  | Partidul Național Liberal | 3          |                        |                        |                        |                        |                        |                        |                        |
|  | Forța Dreptei             | 1          |                        |                        |                        |                        |                        |                        |                        |

## Istorie
Voievodul Țării Românești Matei Basarab s-a născut în localitatea Brâncoveni, din actuala comună Brâncoveni, Olt, în anul 1580. Tot aici s-a născut, în 1654, voievodul Constantin Brâncoveanu.